# شنل هینز
شنل هینز (به انگلیسی: Chanel Haynes) (زاده ۳۱ دسامبر ۱۹۷۸) خواننده و ترانه‌سرا آمریکایی است.